# Жаманжол
Жаманжо́л (каз. Жаманжол) — село у складі Абайського району Карагандинської області Казахстану. Входить до складу Кулайгирського сільського округу.
Населення — 103 особи (2021; 1467 у 2009, 1550 у 1999, 1432 у 1989).
Національний склад станом на 1989 рік:
- казахи — 38 %;
- росіяни — 25 %;
- німці — 21 %.

Станом на 1989 рік село називалось Жаман-Жол.